# Österreichische Olympia-Medaille

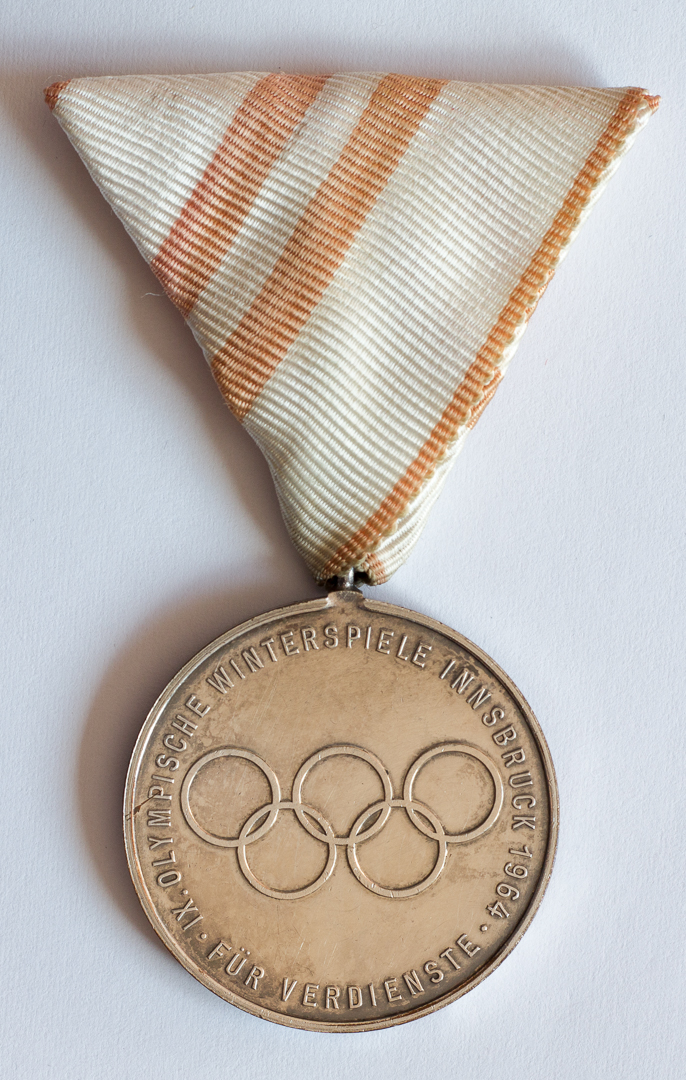
Österreichische Olympia-Medaille 1964 (avers)

Die österreichische Olympia-Medaille und die österreichische Olympia-Medaille 1976 sind bundesstaatliche Verdienstzeichen der Republik Österreich. Sie wurden aus Anlass der Ausrichtung der IX. Olympischen Winterspiele Innsbruck 1964 und der XII. Olympischen Winterspiele Innsbruck 1976 durch Bundesgesetze gestiftet und waren zur Auszeichnung von Personen vorgesehen, die sich durch persönlichen und vorbildlichen Einsatz bei der Vorbereitung und der Durchführung der Spiele verdient gemacht haben.
Die Verleihung erfolgte durch den Bundespräsidenten auf Vorschlag der Bundesregierung.

## Aussehen 1964
Die Auszeichnung ist eine kreisrunde mit Öse und Ring für das Band im Durchmesser von 35 mm aus Bronze gefertigte versilberte Medaille. Sie zeigt auf der Vorderseite das Emblem der Olympischen Spiele und die fünf olympischen Ringe, die von der Inschrift IX. OLYMPISCHE WINTERSPIELE INNSBRUCK 1964 oberhalb und FÜR VERDIENSTE unterhalb umschlossen sind. Die Rückseite zeigt das Wappen der Republik Österreich.

## Aussehen 1976
Die Auszeichnung ist ebenfalls eine kreisrunde mit Öse und Ring für das Band im Durchmesser von 35 mm aus Bronze gefertigte versilberte Medaille. Sie zeigt auf der Vorderseite das Emblem der Olympischen Spiele, die fünf olympischen Ringe und darüber die beiden Feuerschalen, rechts und links begleitet von der Jahreszahl 19 76. Oberhalb umschlossen von der Inschrift XII. OLYMPISCHE WINTERSPIELE INNSBRUCK und unterhalb von FÜR VERDIENSTE. Die Rückseite zeigt das Wappen der Republik Österreich.

## Band und Trageweise
- Das Band der Medaille von 1964 ist weiß, 40 mm breit und mit einem 12 mm breiten rot-weiß-roten Mittelstreifen sowie beidseitig mit einem je 1 mm breiten, roten Vorstoß versehen.
- Das Band der Medaille von 1976 ist weiß, 40 mm breit und mit einem 12 mm breiten rot-weiß-roten Mittelstreifen sowie zwei symmetrischen je 5 mm breiten Seitenstreifen in den fünf olympischen Farben (blau, schwarz, rot, gelb, grün) versehen.

Getragen wird die Auszeichnung von Herren an einem Dreiecksband und von Damen an der Schleife auf der linken Brustseite.

## Rechtsgrundlagen
- Bundesgesetz vom 15. Juli 1964 über die Schaffung einer Medaille für Verdienste um die Vorbereitung und Durchführung der IX. Olympischen Winterspiele Innsbruck 1964, BGBl. Nr. 213/1964, gesamte Rechtsvorschrift in der geltenden Fassung im Rechtsinformationssystem des Bundes (RIS);
  - Verordnung der Bundesregierung vom 15. September 1964 über die Ausstattung und die Art des Tragens der Medaille für Verdienste um die Vorbereitung und Durchführung der IX. Olympischen Winterspiele Innsbruck 1964, BGBl. Nr. 244/1964, gesamte Rechtsvorschrift i.d.g.F. im RIS.

- Bundesgesetz vom 6. Mai 1976 über die Schaffung einer Medaille für Verdienste um die Vorbereitung und Durchführung der XII. Olympischen Winterspiele Innsbruck 1976, BGBl. Nr. 255/1976, gesamte Rechtsvorschrift i.d.g.F im RIS;
  - Verordnung der Bundesregierung vom 12. Juli 1976 über die Ausstattung und die Art des Tragens der Medaille für Verdienste um die Vorbereitung und Durchführung der XII. Olympischen Winterspiele Innsbruck 1976, BGBl. Nr. 382/1976, gesamte Rechtsvorschrift i.d.g.F. im RIS.